# Sd.Kfz. 234

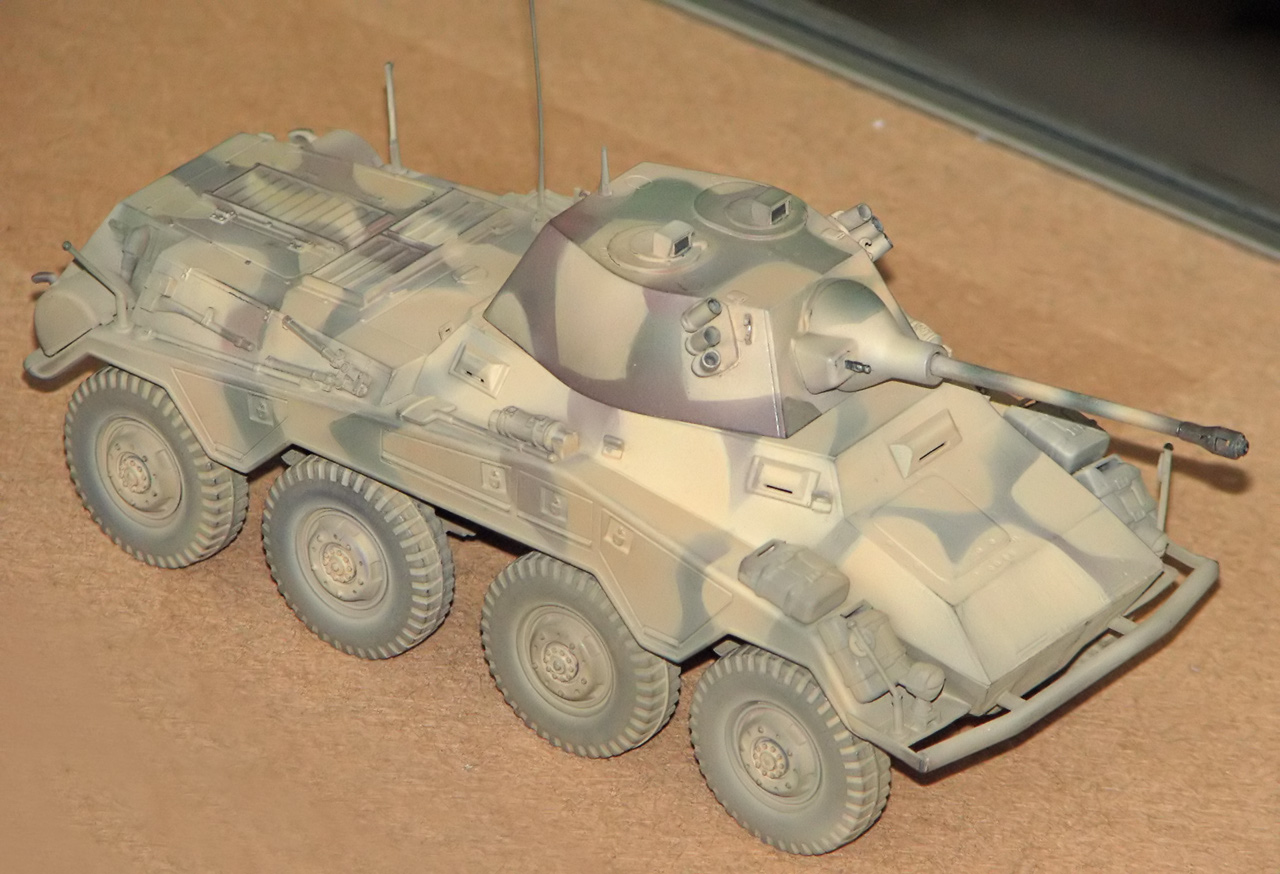
Modèle réduit d'un Sd.Kfz. 234/2 Puma.

Le Sd.Kfz. 234 (Sonderkraftfahrzeug 234) est un véhicule de reconnaissance à huit roues utilisé par la Wehrmacht lors de la Seconde Guerre mondiale. Destiné à  remplacer le Sd.Kfz. 231 (8-rad), il fait partie de la série des Schwerer Panzerspähwagen, et apparaît sur les différents fronts européens en 1944.

## Variantes
Le Sd.Kfz. 234 exista en quatre variantes principales :

### Sd.Kfz. 234/1
Le Sd.Kfz. 234/1 était équipée d'une version simplifiée de la tourelle hexagonale ouverte sur le dessus du Sd.Kfz. 222, armée d'un canon KwK 38 de 20 mm, et d'une mitrailleuse MG 34 coaxiale. Cet armement le rendait efficace contre l'infanterie, les véhicules légers, et les avions volant à basse altitude grâce à l'élévation de son canon atteignant + 75°. 
Le blindage du Sd.Kfz. 234/1 était de 30 mm en frontal, 8 en latéral, 8 et 10 mm à l'arrière. Le frontal permettait théoriquement de stopper des obus de 25 mm à 600 mètres. Son moteur était un Tatra 12 cylindres en V de 210 cv, permettant d'atteindre une vitesse sur route de 90 km/h, 33 km/h en tout-terrain. L'autonomie était de 900 km sur route, 535 km en tout-terrain. Comme sur le Sd.Kfz. 231 (8-rad), le Sd.Kfz. 234 bénéficiait de deux postes de pilotage, un à l'avant de l'habitacle, l'autre à l'arrière, ce qui lui permettait de rompre rapidement le combat. Les postes émetteurs-récepteurs étaient un Fu.Spr.a et un FuG 12. 
Il fut produit de mi-1944 à début 1945, pour un total de  200 exemplaires.

### Sd.Kfz. 234/2 Puma
Le Sd.Kfz. 234/2 « Puma » reprenait le châssis du Sd.Kfz. 234/1, sur lequel était montée une tourelle armée d'un canon KwK 38 L/60 de 50 mm et d'une mitrailleuse coaxiale MG 34, armement qui lui permettait de tenir tête à des chars légers et à l'infanterie, le canon étant susceptible de percer 67 mm de blindage à 100 mètres sous une incidence de 30°. La tourelle devait être initialement montée sur le char léger de reconnaissance "Luchs" (Lynx), dont le projet fut annulé en mars 1943. 
Le Sd.Kfz. 234 "Puma" fut produit à 101 exemplaires, et est considéré comme le meilleur véhicule de son type de toute la seconde seconde guerre mondiale. Cependant, il apparut à une période du conflit où les forces allemandes étaient sur la défensive, pressées de toute part, et où l'utilité de véhicules de reconnaissance était moindre qu'à l'époque des grandes offensives de l'Axe. De plus, les soviétiques utilisaient comme véhicules de reconnaissance, à cette époque, des chars moyens T 34-85 (blindage frontal tourelle de 90 mm, blindage frontal châssis de 60 mm fortement incliné) qui pouvaient être de très gros problèmes en cas de rencontre fortuite.

### Sd.Kfz. 234/3 « Stummel »
Le Sd.Kfz. 234/3, surnommé « Stummel » (« moignon » à cause de la longueur de son canon), était une version équipée d'un canon court KwK 37 L/24 de 75 mm monté dans une casemate blindée fixe, ouverte sur le dessus. Ce canon fut l'arme principale des premières versions du Panzer IV (Panzer IV ausf A à Panzer IV ausf F), et était efficace contre l'infanterie et les ouvrages de campagne. Son obus perforant pouvait théoriquement venir à bout de 38 mm de blindage à 500 mètres.
Ce véhicule fut produit à 88 unités entre juin et décembre 1944

### Sd.Kfz. 234/4 « Pakwagen »

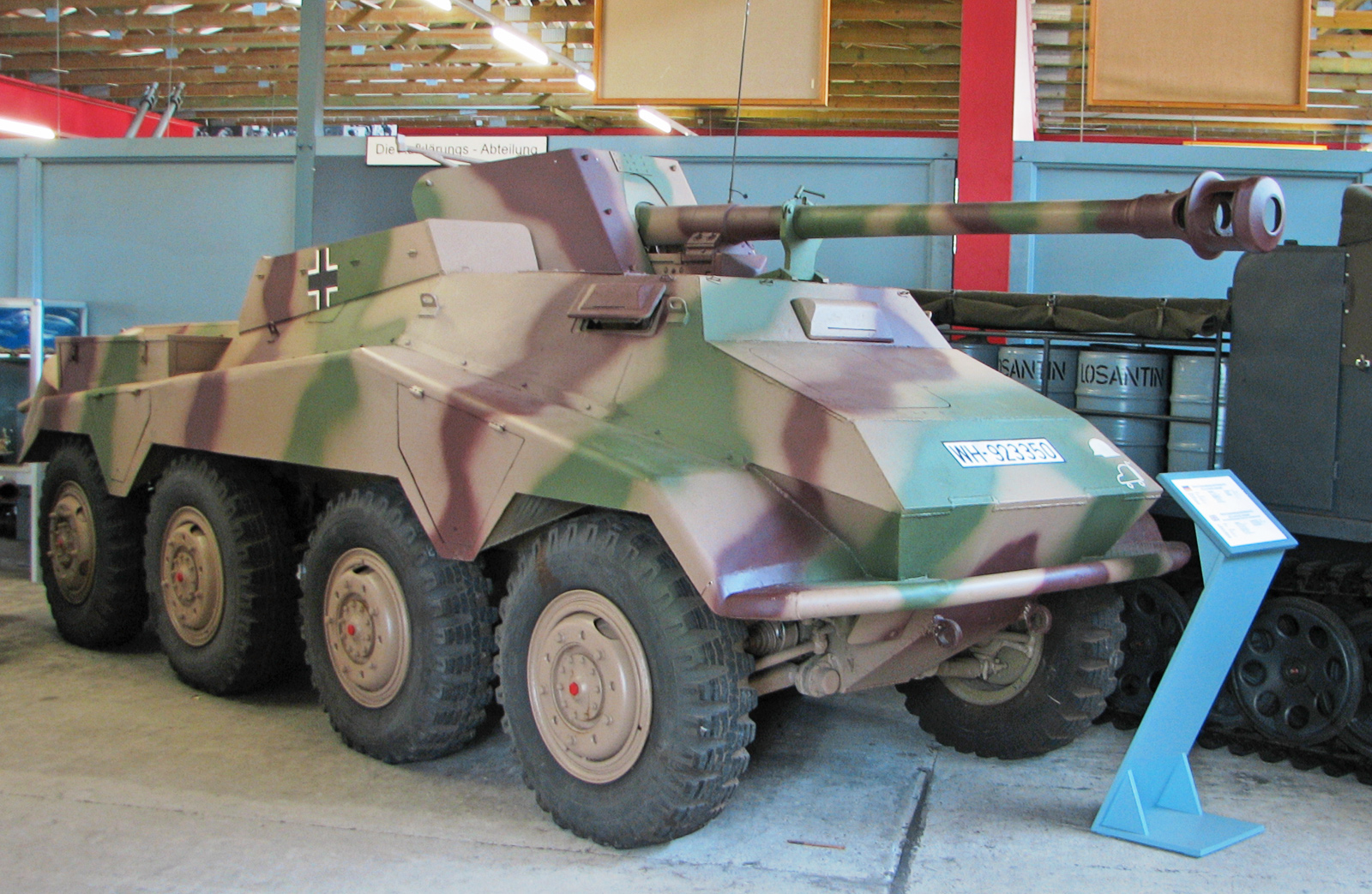
Sd.Kfz. 234/4 dans un musée.

Le Sd.Kfz. 234/4 « Pakwagen » fut une version entrée en service en décembre 1944, armée d'un canon antichar PaK 40 L/46 de 75 mm, monté sur une casemate fixe blindée (30 mm sur l'avant, 15 mm sur les côtés), ouverte sur le dessus. 
Ce canon était susceptible de percer 106 mm d'acier à 100 mètres sous une incidence de 30° (efficace donc contre les chars moyens, moins contre les chars lourds type IS 2), et pouvait utiliser des obus antipersonnel. Il était  légèrement différent des armes principales utilisés par les derniers Panzer IV, KwK 40 L/43 puis KwK 40 L/48.
Contrairement à d'autres chasseurs de chars allemands comme le Jagdpanzer IV ou le Jagdtiger, le Pakwagen privilégiait la mobilité à la protection, mais restait très vulnérable à toute riposte.
Cette variante, produite à 89 exemplaires de décembre 1944 à mars 1945, poussait le Sd.Kfz. 234 dans ses derniers retranchements, le poids du canon pesant sur les essieux, son recul étant de plus difficile à encaisser pour un châssis aussi léger. Le manque de place induit par la présence de l'arme limitait l'emport de munitions à seulement 12 obus.

### Sd.Kfz. 234 mit Luchs Turm
De cette version, cinq engins seulement auraient été produits. Il s'agissait d'un châssis de Sd.Kfz. 234 sur lequel était montée la  tourelle VK 1303 du char de reconnaissance Panzer II Ausf L "Luchs".